# Димитър Анастасов (опълченец)
Димитър Анастасов (Апостолов) Нанев е български опълченец, участник в Руско-турската война от 1877 – 1878 година.

## Биография
Роден е между 1855 и 1857 година в Охрид, тогава в Османската империя. Включва се в Българското опълчение, изпратен от Българското благотворително дружество „Дружба“ в Браила. Зачислен е на 20 май 1877 година в V рота на VI дружина, преномерирана през юни на IV рота. Уволнен е на 19 юни 1878 година.
След Освобождението живее в Пловдив, а след това в София. Препитава се като търговец на тютюн, работи и като слуга в Народното събрание. Участва в общото събрание на Централното поборническо-опълченско дружество на 20 октомври 1902 година в София.
Умира на 6 януари 1906 година в София.